# جويل أنتوني
جويل أنتوني (بالإنجليزية: Joel Anthony)‏ مواليد 9 أغسطس 1982، هو لاعب كرة سلة كندي يلعب مع فريق ديترويت بيستونز في الرابطة الوطنية لكرة السلة ويحمل الرقم 50. يبلغ طوله 6 قدم 9 بوصة (2.1 م).

## فرق لعب لها
- ميامي هيت
- بوسطن سيلتكس
- ديترويت بيستونز

## روابط خارجية
- جويل أنتوني على موقع الاتحاد الدولي لكرة السلة (الإنجليزية)
- جويل أنتوني على موقع إن بي أي (الإنجليزية)
- جويل أنتوني على موقع سبورتس رفرنس (الإنجليزية)
- جويل أنتوني على موقع كرة السلة الأوروبية.كوم (الإنجليزية)
- جويل أنتوني على موقع كلية كرة السلة في سبورتس رفرنس.كوم (الإنجليزية)
- جويل أنتوني على موقع ريلجم (الإنجليزية)
- جويل أنتوني على موقع بروبوليرز (الإنجليزية)
- جويل أنتوني على موقع سبورتس رفرنس (الإنجليزية)
- جويل أنتوني على موقع سبورتس رفرنس (الإنجليزية)